# Darjacze-je Kaftar

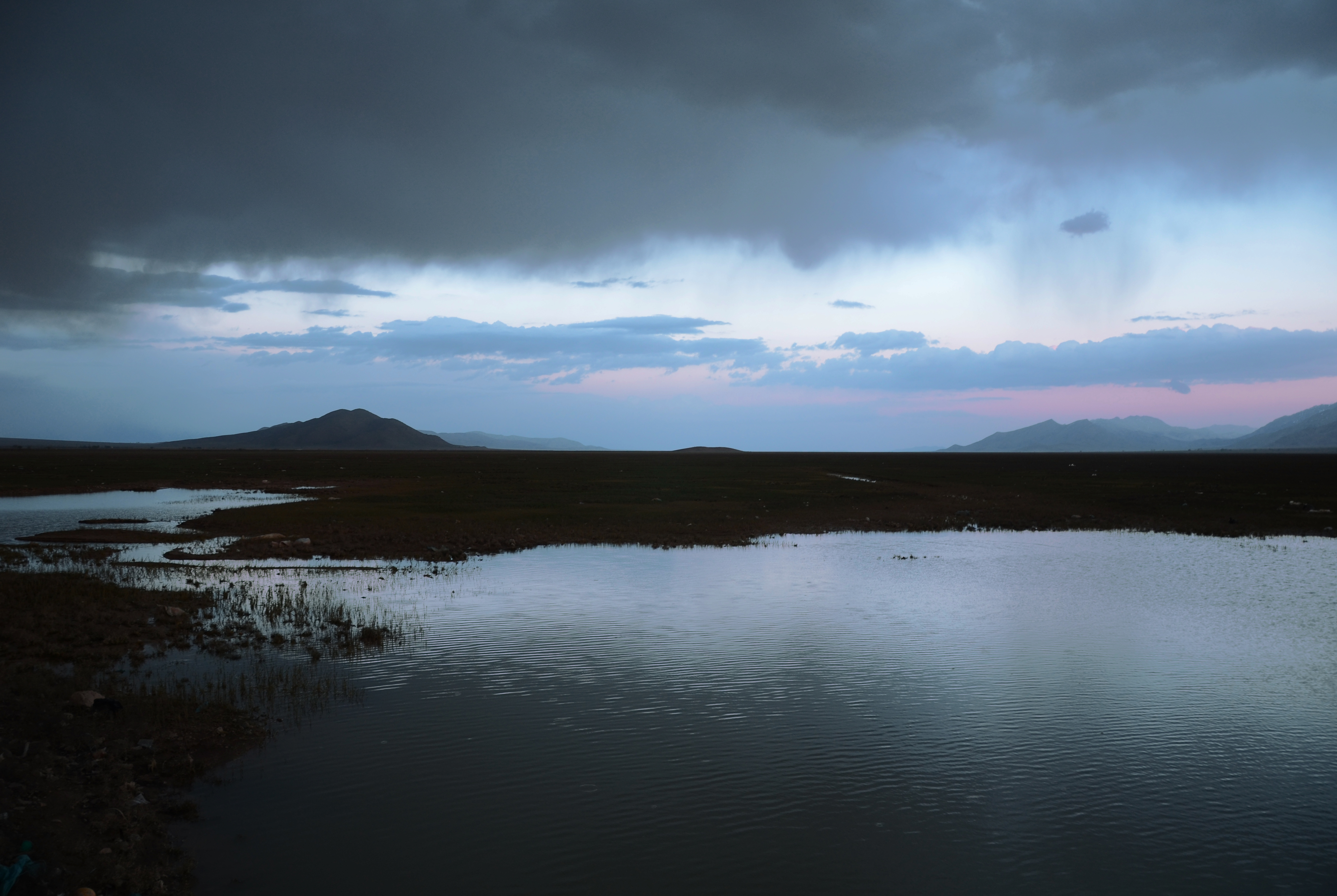

Darjacze-je Kaftar (pers. دریاچه کافتر) – jezioro w południowo–centralnym Iranie. Liczy, zależnie od źródła, 4700 lub 4800 ha powierzchni (47–48 km²). Od 1994 uznawane przez BirdLife International za ostoję ptaków IBA.

## Warunki naturalne
Jezioro Kaftar położone jest 3200 m n.p.m. Liczy 47–48 km² powierzchni. Zasolenie badane w 2007 w pięciu punktach wyniosło zimą 0,33–0,40‰, wiosną 0,13–0,83‰, latem 0,26 do 0,34‰, natomiast jesienią 0,39 do 0,44‰. Zawartość azotanów najniższe wartości osiągała zimą (od 5,60 mg/L-1), zaś najwyższe jesienią (do 32,93 mg/L-1). Zawartość fosforanów wahała się między 0,1 mg/L-1 zimą a 2,80 mg/L-1 (tylko w punkcie 1 uzyskano tak wysoki wynik; drugi w kolejności to 0,93 mg/L-1, także wiosną). Odczyn wody zasadowy, podczas badań w 2007 zanotowano pH rzędu 7,47–9,46. Twardość wody, wyznaczona przez ustalenie zawartości CaCO3 w mg/L-1, najwyższa była jesienią, osiągając 288 mg/L-1. W zimie jezioro może całkowicie zamarznąć, zaś w lecie całkowicie wyschnąć. Zimą 2007 temperatura wody mieściła się w przedziale 7–8 °C, a latem 22–25 °C.
W okolicy jeziora leżą miejscowości Amirabad Kaftar, Czeszme Rana oraz Chondżeszt. Wokół występują pola uprawne i stepy z udziałem bylic (Artemisia). Przy wschodnim wybrzeżu rośnie głównie łączeń baldaszkowy (Butomus umbellatus) i jeżogłówka (Sparganium).

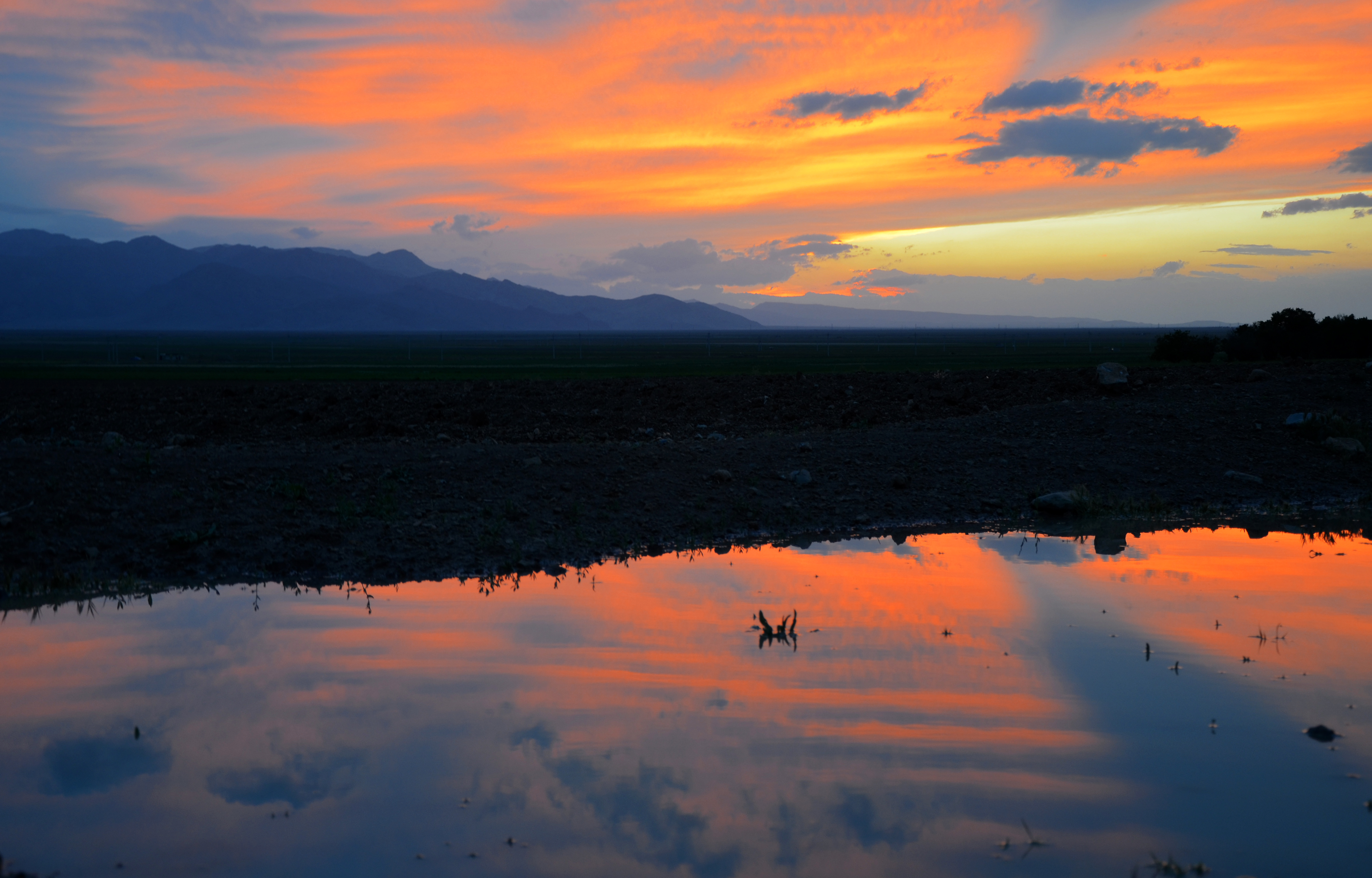

## Fauna i fitoplankton

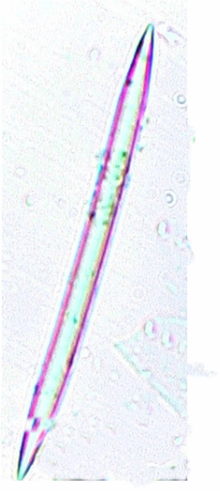
Przedstawiciel Synedra; sprzężnice tego rodzaju można napotkać w jeziorze

W 2013 zidentyfikowano 12 gatunków ryb żyjących w jeziorze. Należą do nich m.in. karpieńczyk Aphanius sophiae (karpieńcowate), Cobitis linea (piskorzowate), Capoeta aculeata, przedstawiciela Alburnus, Chondrostoma orientalis, Acanthobrama, amur biały (Ctenopharyngodon idella), karp (Cyrpinus carpio), tołpyga biała (Hypophthalmichthys molitrix), tołpyga pstra (Hypophthalmichthys nobilis), czebaczek amurski (Pseudorasbora parva) (karpiowate).
Według badań z 2010 pośród fitoplanktonu jeziora dominują zielenice właściwe (Chlorophyceae; 38,46%), następnie rozpoznano sinice klasy Cyanophyceae (23,08%), sprzężnice (Zygnematophycea; 15,38%), okrzemki (Bacillariophyceae; 15,38%), w tym Fragilariophyceae (7,69% całości). Łącznie rozpoznano 18 rodzajów fitoplanktonu: 9 z Chlorophyceae, 3 z Cyanophyceae, 2 z Bacillariophyceae, 3 z Zygnemophyceae i 1 (Synedra) z Fragilariophycea. Niezależnie od siedliska i pory roku w wodzie przeważały gatunki z rodzaju Ankistrodesmus, Navicula, Synedra i Cosmarium.
Od 1994 jezioro uznawane jest przez BirdLife International za Important Bird Area. Za „trigger species” zostały uznane: rożeniec zwyczajny (Anas acuta), kaczka krzyżówka (Anas platyrhynchos), płaskonos zwyczajny (Spatula clypeata), czernica (Aythya fuligula), flaming różowy (Phoenicopterus roseus), żuraw zwyczajny (Grus grus). Z wyjątkiem flamingów różowych, które pojawiają się przelotem, są to gatunki zimujące na jeziorze.

## Uwagi

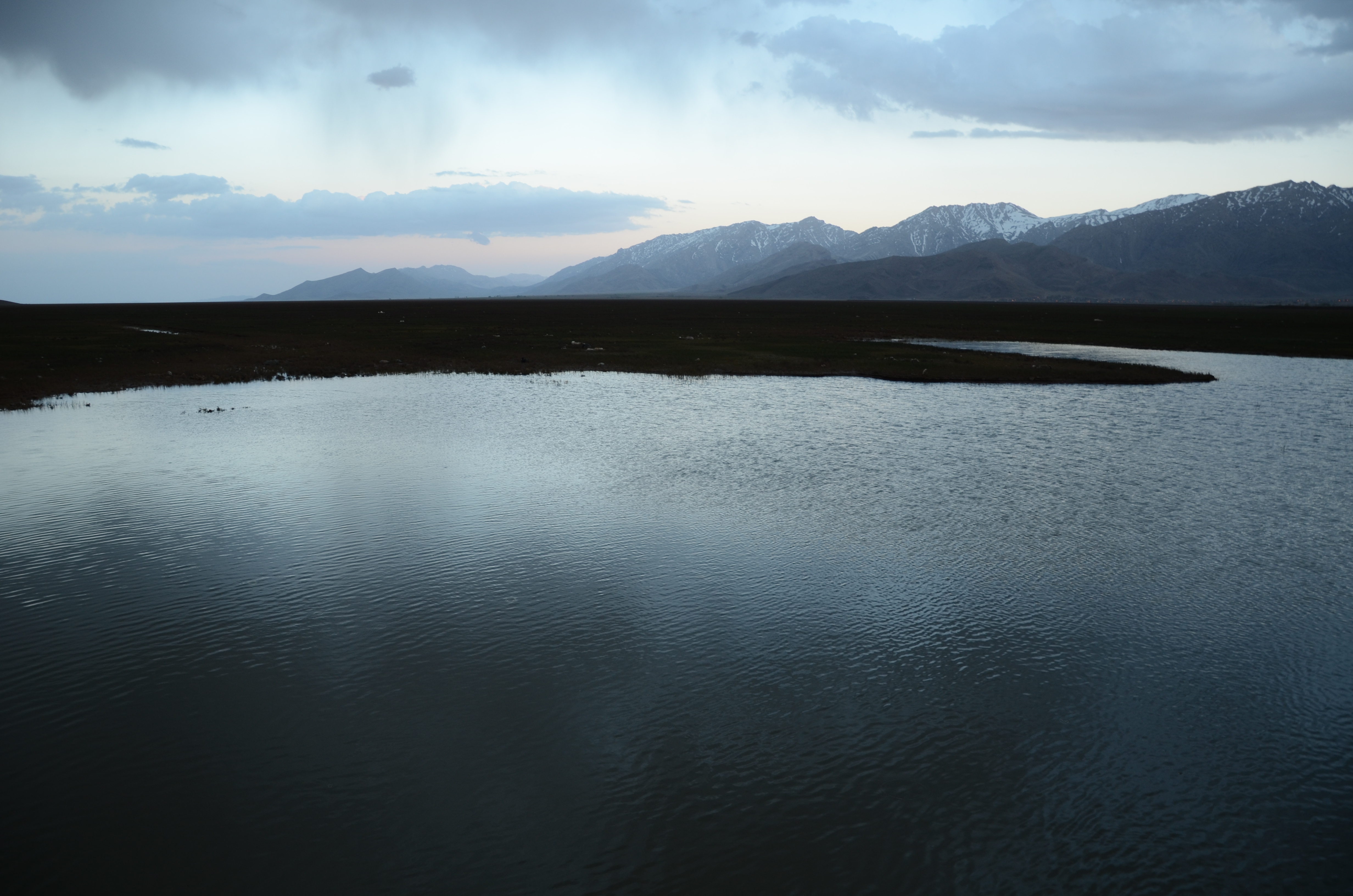

## Przypisy

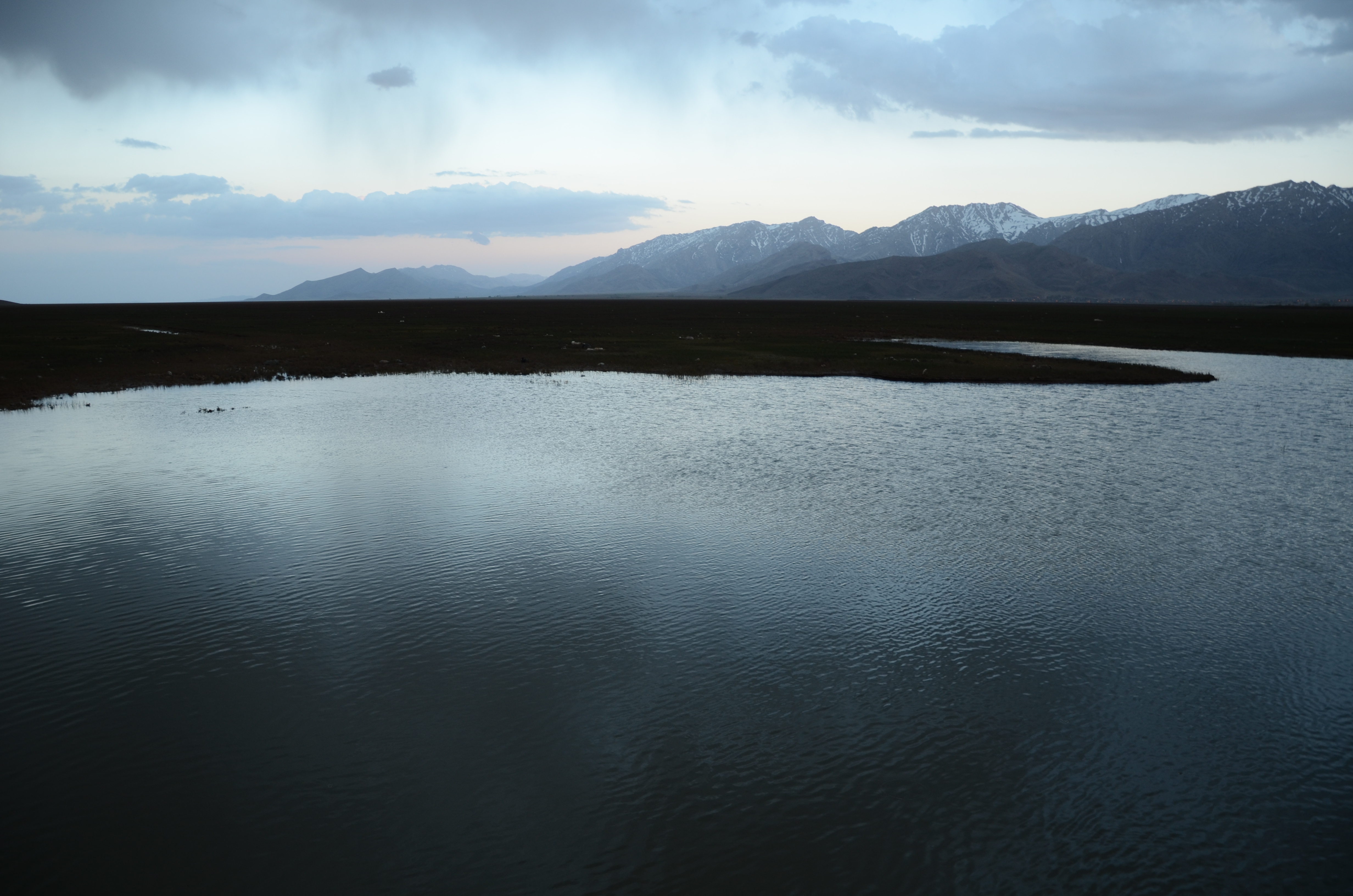
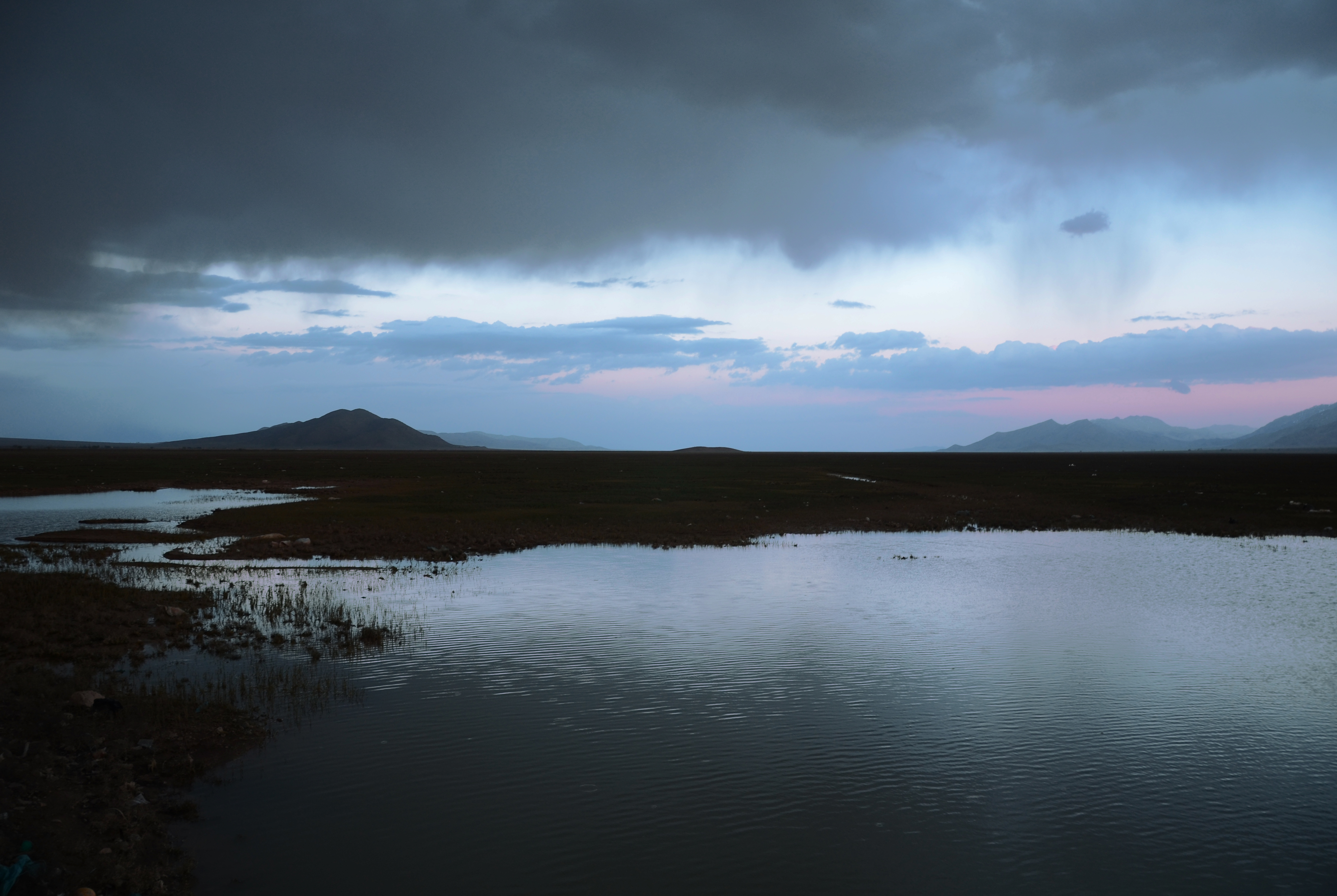
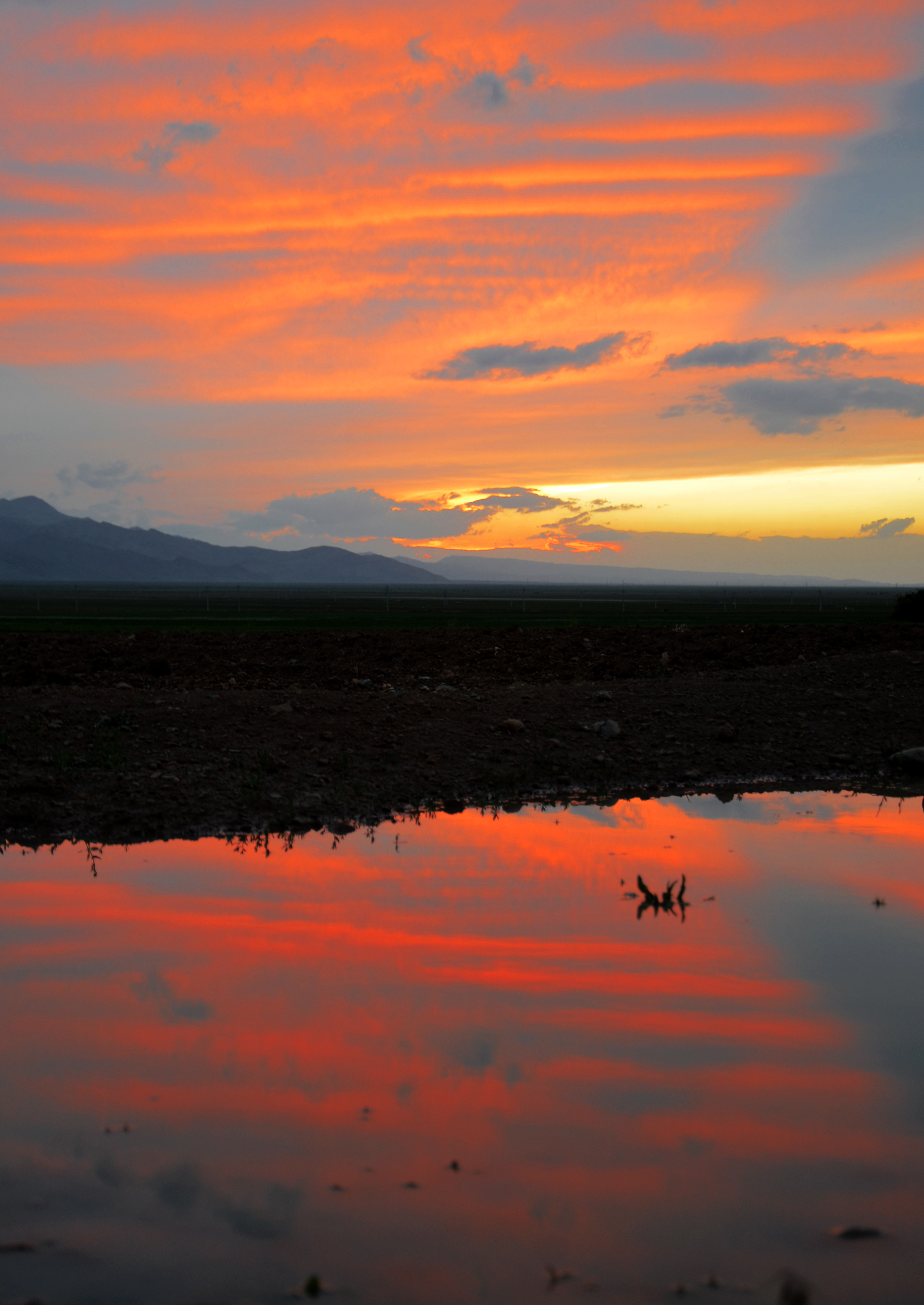
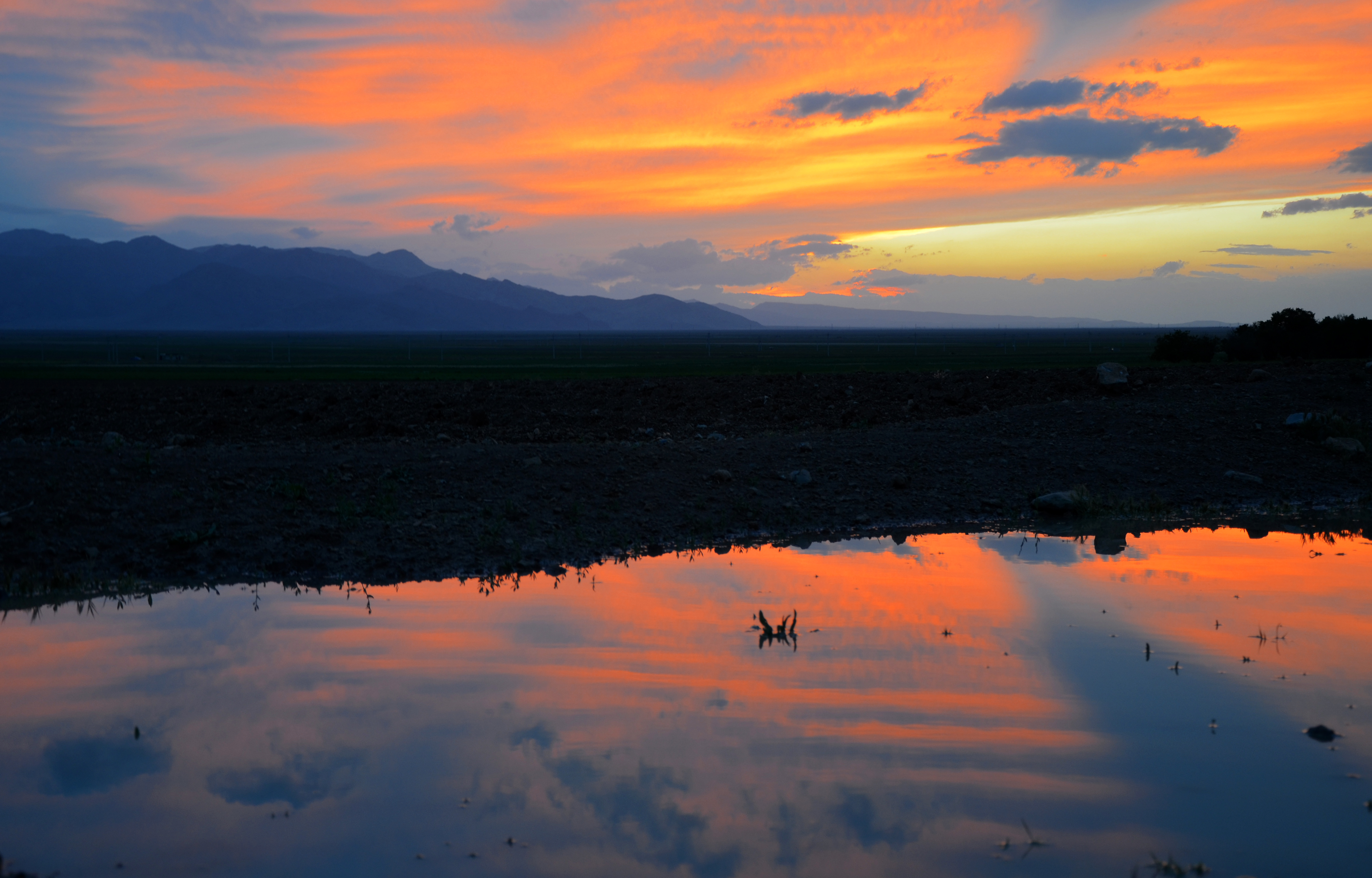